# Partit Llibertari (Estats Units)
El Partit Llibertari (Libertarian Party en anglès) és un partit polític dels Estats Units fundat l'11 de desembre de 1971. En els 30 estats on els votants poden inscriure's pel partit hi ha més de 225.000 votants registrats amb el Partit Llibertari, fent-lo el tercer més gran dels partits dels Estats Units. Centenars de candidats llibertaris han estat elegits o nomenats per a càrrecs públics, i milers s'han postulat per un càrrec sota la bandera llibertària.
La plataforma política del Partit Llibertari reflecteix la marca particular d'aquell grup liberal, afavorint mercats laissez faire mínimament regulats, llibertats civils fortes, migració mínimament regulada a través de les fronteres, i no intervencionisme en política exterior, respectant la llibertat de comerç i els viatges a tots els països estrangers.